# Eriosoma americanum
Eriosoma americanum är en insektsart som först beskrevs av Riley, C.V. 1879.  Eriosoma americanum ingår i släktet Eriosoma och familjen långrörsbladlöss. Inga underarter finns listade i Catalogue of Life.